# إينوك ستين
إينوك ستين (بالإنجليزية: Enoch Steen)‏ هو مستكشف أمريكي، ولد في 22 فبراير 1800 في هارودسبورغ في الولايات المتحدة، وتوفي في 22 يناير 1880 في مقاطعة جاكسون في الولايات المتحدة.